# بخش روئن
بخش روئن (به فرانسوی: Arrondissement de Rouen) یک بخش در فرانسه است که در سن-ماریتیم واقع شده‌است.